# Nakajima E8N
Nakajima E8N (oznaczenie amerykańskie – Dave) – japoński wodnosamolot zwiadowczy z okresu II wojny światowej.

## Historia
Samolot powstał jako rozwinięcie swojego poprzednika E4N. Pierwszy oblot prototypów odbył się w marcu 1934.

## Użycie w lotnictwie
Wodnosamolot E8N został wprowadzony do służby w 1936 roku. Był głównym samolotem pokładowym japońskich pancerników i ciężkich krążowników. Służył głównie jako samolot rozpoznawczy a także korygujący ostrzał artyleryjski okrętów. Uczestniczył w wielu bataliach japońskiej ekspansji na Pacyfiku i Oceanie Indyjskim. Stopniowo zastępowany przez nowocześniejsze Mitsubishi F1M i Aichi E13A.

## Opis konstrukcji
Wodnosamolot Nakajima E8N był dwupłatem o konstrukcji mieszanej, z jednym pływakiem centralnym i dwoma podskrzydłowymi z duralu. Kabiny odkryte, umieszczone jedna za drugą.
Napęd samolotu stanowił dziewięciocylindrowy silnik gwiazdowy, chłodzony powietrzem.
Uzbrojenie samolotu stanowił 1 stały strzelający do przodu i 1 ruchomy karabin maszynowy umieszczony w drugiej kabinie. Samolot mógł także przenosić dwie bomby o masie 30 kg.